# Fenona
Em química orgânica, fenona é qualquer cetona aromática que contenha um grupo fenil ligado ao grupo carbonila, como a acetofenona, a benzofenona ou a valerofenona.
Certos compostos contendo a estrutura fenona tem uma ação antiinflamatória. In vivo inibem substâncias alérgenas asma brônquica induzida por fator ativador de plaquetas.